# Dorcus musimon
Dorcus musimon es una especie de coleóptero de la familia Lucanidae.

## Distribución geográfica
Habita en el Paleártico.